# Club Sportivo Fernández
El Club Sportivo Fernández es un club de fútbol oriundo de la ciudad de Fernández, provincia de Santiago del Estero, Argentina. Fue fundado el 17 de septiembre de 1917 y juega sus partidos de local en el estadio del Centenario. Sportivo Fernández es considerado «uno de los patrimonios deportivos y culturales que ostenta la ciudad de Fernández». En 2012, el club creó 2 equipos de otras disciplinas deportivas: vóley y hockey femenino.
Es una de las instituciones deportivas que forma parte de la Liga Santiagueña de Fútbol. En ella se coronó campeón en 1993, siendo desde entonces el primer y único campeonato de Liga. Además de este título, también ha logrado cosechar otros dos campeonatos como la Copa Santiago y la Recopa.
En cuanto a competición nacional, ha disputado de varios torneos, entre ellos, la Copa Argentina, Torneo Argentino B y el Torneo del Interior. También ha disputado encuentros en el Torneo Regional Federal Amateur, un campeonato subnacional de cuarta categoría organizado por el Consejo Federal, un organismo dependiente de la Asociación del Fútbol Argentino (AFA).

## Historia

### Fundación
Club Sportivo Fernández fue fundado el 17 de septiembre de 1917. Inicialmente el club se llamó El Nacional, sin embargo, en la década de 1940 el club se vio forzado a cambiar de razón social «ya que según el mandato peronista ningún club podía llamarse Nacional». En una primera instancia, Nacional estaba conformado por todos los jugadores de la localidad de Fernández, sin embargo, varios futbolistas de la institución decidieron abandonar el club y fundar otro con el nombre Club Atlético Independiente. El primer presidente de la entidad deportiva fue Don Jorge Azar.
La historia de Club Sportivo Fernández en los torneos locales ha sido regular. En toda la historia de la Liga Santiagueña de Fútbol solo ha podido coronarse campeón absoluto en 1993, a esto se suman otros 2 torneos locales: Copa Santiago y Recopa Santiago. En competición nacional, Sportivo Fernández ha podido disputar varios torneos a lo largo de su historia como entidad deportiva, entre ellos, el Torneo del Interior 1993-94 donde terminó en el último lugar del grupo C después de obtener solo 2 triunfos en 10 encuentros disputados. Además de esto, disputó el Torneo Argentino B 2013-14 donde integró la zona 3 y disputó 16 partidos con un rendimiento de 2 partidos ganados y 10 perdidos; esto le valió para terminar en la última posición del grupo y quedar completamente eliminado. En la Copa Argentina 2012-13 no tuvo buena participación ya que fue eliminado en la fase preliminar por el Club Atlético Sarmiento (La Banda), por un marcador de 3-1.
En cuanto al Torneo Regional Federal Amateur 2019, el equipo conformó la zona 2 donde terminó clasificándose en la tercera posición por diferencia de goles, con esto, obtuvo un pase a la siguiente ronda donde compitió frente al Club Atlético Américo Tesorieri, equipo que finalmente lo eliminó con un marcador global de 5-3.

## Rivalidades
Su rival histórico es el Club Atlético Independiente, también de la misma ciudad y con quien disputa el Clásico Fernandense.

## Datos del club
Total de temporadas en AFA: 12
- Temporadas en primera división: 0
- Temporadas en segunda división: 0
- Temporadas en tercera división: 1
  - Torneo del Interior: 1 (1993/94)
- Temporadas en cuarta división: 5
  - Torneo Argentino B: 2 (2012/13 - 2013/14)
  - Torneo Regional Federal Amateur: 3 (2019 - 2020, 2023/24)
- Temporadas en quinta división: 4
  - Torneo Federal C: 1 (2015)
  - Torneo Argentino C: 3 (2010 - 2012)
- Participaciones en Copas nacionales: 2
  - Copa Argentina: 2 (2012/13 - 2013/14)

## Palmarés
- Liga Santiagueña de Fútbol (1): 1993.
- Copa Santiago (1): 2018.
- Recopa Santiago (1): 2018.